# Rumilly (Alta Saboia)
Rumilly é uma comuna francesa na região administrativa de Auvérnia-Ródano-Alpes, no departamento da Alta Saboia. Estende-se por uma área de 16.89 km². Em 2010 a comuna tinha 15 742 habitantes (densidade: 932 hab./km²).